# Korozluky

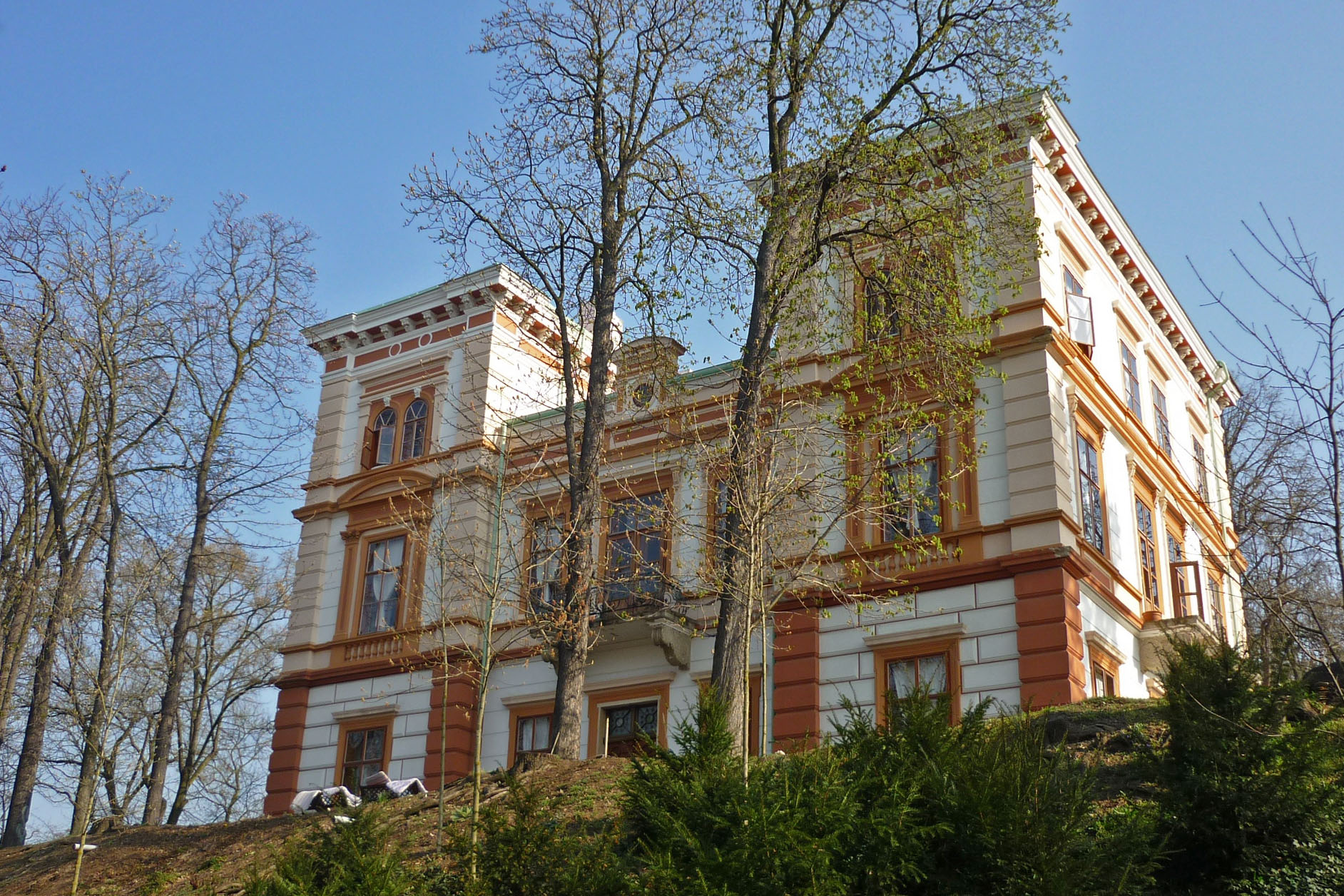
Schloss Kolosoruk

Korozluky (deutsch Kolosoruk) ist eine Gemeinde Okres Most in Tschechien.

## Geschichte
Das Dorf wurde 1325 erstmals urkundlich erwähnt, als es in den Besitz eines Peter von Kolosoruk übertragen wurde. 1410 kam der Ort zum Kloster Osek. Im Jahr 1576 erwarben die Herren von Hartitzsch das Gut und verbanden es mit Maltheuer. Nach der Schlacht am Weißen Berg wurde das Gut 1623 konfisziert, da die Herren von Hartitzsch Protestanten waren. Ab 1688 gehörte das Gut den Freiherren Reysky von Dubnitz. Diese ließen 1775 an der Südseite des Jánský vrch ein spätbarockes Schlösschen errichten. Wegen Überschuldung des Franz Wenzel Reysky von Dubnitz wurde das Gut zu Beginn des 19. Jahrhunderts zwangsversteigert. Der neue Besitzer, der Launer Bürger Wenzel Benischko von Dobroslav, ließ das Schlösschen um 1806 im klassizistischen Stil umbauen. Im Jahr 1848 erwarben die Brüxer Brauereibesitzer Alex und Josef Fleischer das Gut. Ab 1887 gehörte es der Familie Richter, die im Schlosspark die Kapelle des Heiligen Josef errichtete. Ein großer Teil der Bevölkerung arbeitete im nahegelegenen Brüx. 1945 wurde das Gut aus dem Besitz der Familie Richter konfisziert. Das Schlösschen verfiel in der zweiten Hälfte des 20. Jahrhunderts.

## Ortsteile
Die Gemeinde Korozluky besteht aus den Ortsteilen Korozluky (Kolosoruk) und Sedlec (Sedlitz). Das Gemeindegebiet gliedert sich in die Katastralbezirke Korozluky und Sedlec u Obrnic.

## Sehenswürdigkeiten
- Kapelle des Heiligen Josef
- Schloss Korozluky
- Auf dem Gemeindegebiet befindet sich der Jánský vrch, ein nationales Naturdenkmal. Hier finden sich neben elf verschiedenen geschützten Pflanzen auch seltene Mineralien.